# Turcoaia
Turcoaia é uma comuna romena localizada no distrito de Tulcea, na região de Dobruja. A comuna possui uma área de 56.51 km² e sua população era de 3574 habitantes segundo o censo de 2007.